# Église Saint-Sylve
L'église Saint-Sylve est un édifice religieux construit par alternance de rangées de galets et de briques ce qui lui donne un cachet unique dans l'ensemble du quartier de Marengo-La Colonne de Toulouse dans lequel il est situé.

## Historique
Sa construction débute à partir de 1868.

## Éléments remarquables
- Imposantes statues sur socles de saints fondateurs de l'église de la cité dans le chœur.
- Statue de saint Sylve à l'entrée principale gauche de l'église.
- Chemin de croix dans le déambulatoire.

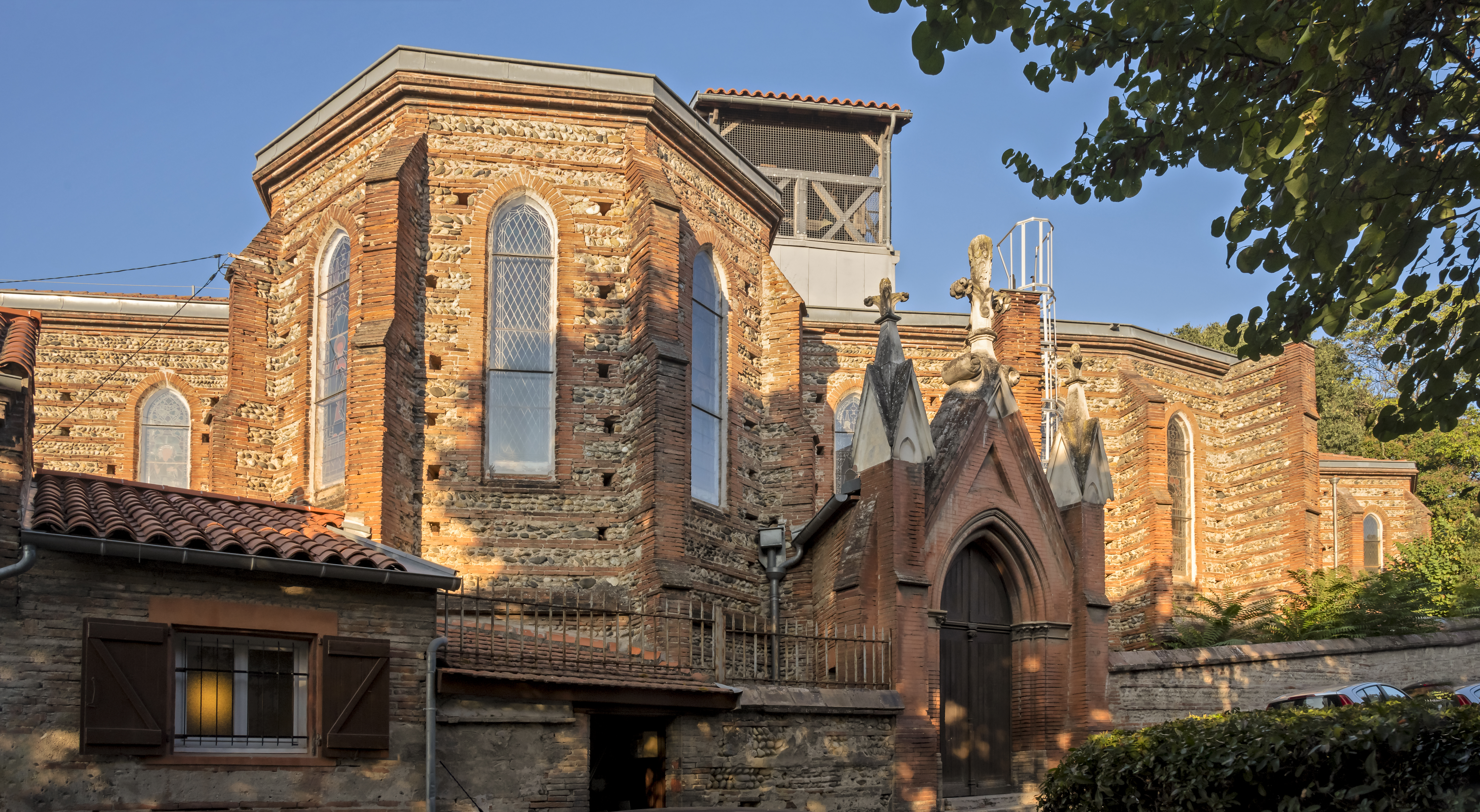
Entrée sud - rue Calvet